# Tricoryna zalates
Tricoryna zalates is een vliesvleugelig insect uit de familie Eucharitidae. De wetenschappelijke naam is voor het eerst geldig gepubliceerd in 1839 door Walker.